# SN 1995V
SN 1995V – supernowa typu II odkryta 1 sierpnia 1995 roku w galaktyce NGC 1087. W momencie odkrycia miała maksymalną jasność 15,00m.